# Teodozja Goliborska-Gołąb

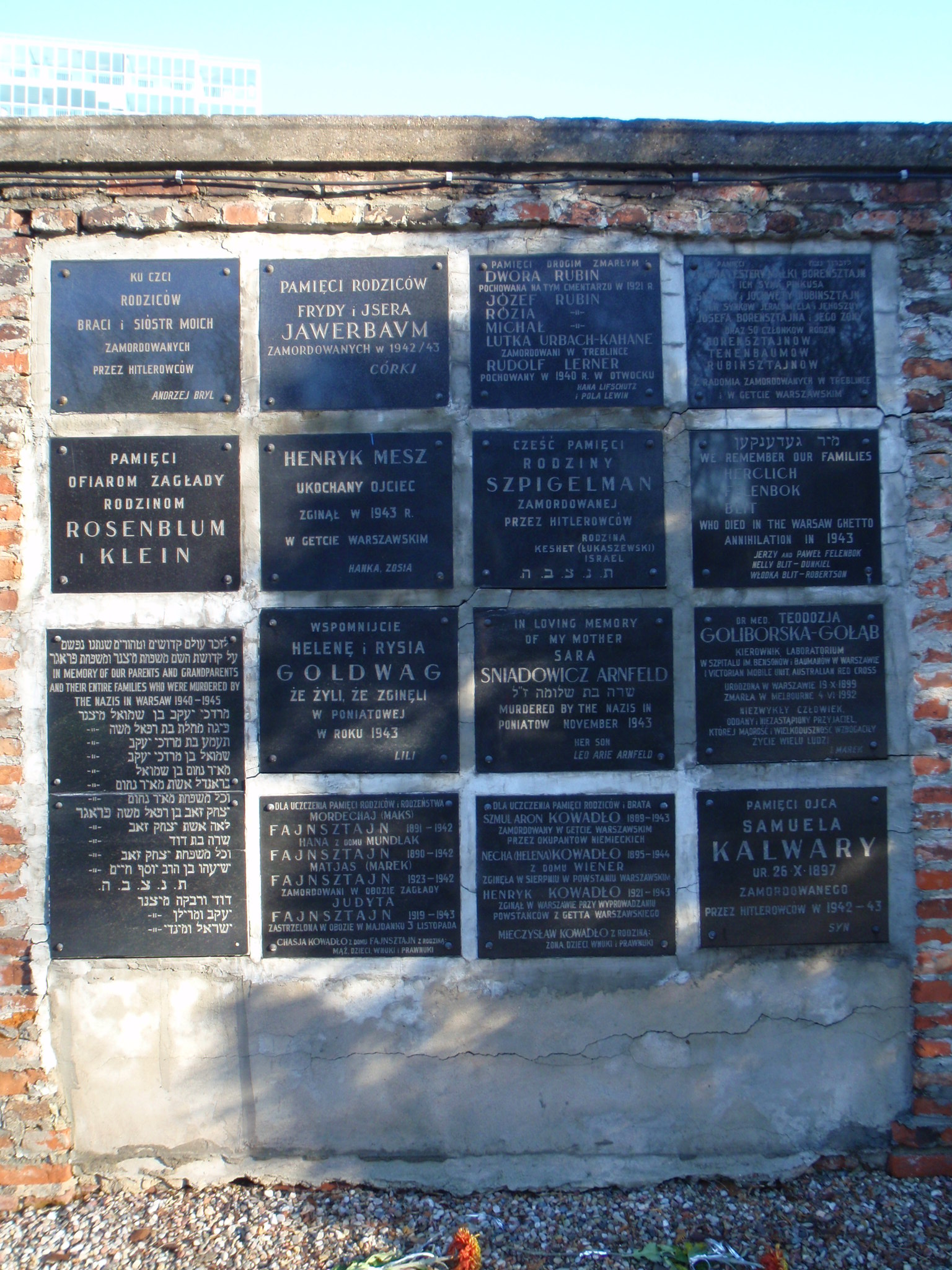
Tablica upamiętniająca Teodozję Goliborską-Gołąb na murze cmentarza żydowskiego w Warszawie (pierwsza od prawej, druga od dołu)

Teodozja Goliborska-Gołąb (ur. 19 października 1899 w Warszawie, zm. 4 czerwca 1992 w Melbourne) – polska lekarka żydowskiego pochodzenia, kierowniczka laboratorium w Szpitalu Dziecięcym Bersohnów i Baumanów w Warszawie.

## Życiorys
Urodziła się w Warszawie w rodzinie żydowskiej. Przed II wojną światową prowadziła prywatne laboratorium przy ulicy Kredytowej. Podczas wojny została przesiedlona do getta warszawskiego, gdzie pracowała w Szpitalu Dziecięcym Bersohnów i Baumanów. Wchodziła w skład zespołu żydowskich lekarzy, prowadzącego od 1942 badania nad wpływem głodu na organizm człowieka. Jej temat badawczy dotyczył obrazu morfologicznego krwi u głodujących dzieci. 
Była członkinią Żydowskiej Organizacji Bojowej. Aktywnie uczestniczyła w ruchu oporu; m.in. w swoim mieszkaniu pod szczotką do froterowania przechowywała pięć tysięcy dolarów otrzymanych od Armii Krajowej na zakup broni. Uratowała m.in. kierownika referatu żydowskiego w Komendzie Głównej Armii Krajowej – Henryka Wolińskiego ps. „Wacław”. Kiedy został złapany przez gestapo, wykupiła go, poświęcając swój dywan perski. W połowie 1942 wyszła z getta i ukrywała się po aryjskiej stronie. 
Po kapitulacji powstania warszawskiego wraz z grupą żydowskich powstańców (m.in. Markiem Edelmanem, Icchakiem Cukiermanem i Cywią Lubetkin) ukrywała się w bunkrze przy ul. Promyka 43 na Żoliborzu. 15 listopada 1944 zostali oni ewakuowani przez ekipę zorganizowaną przez personel szpitala Polskiego Czerwonego Krzyża z Boernerowa.
Po zakończeniu wojny wyemigrowała do Australii i zamieszkała w Melbourne, gdzie pracowała jako lekarz. Tam też zmarła i jest pochowana. Na cmentarzu żydowskim przy ulicy Okopowej w Warszawie znajdują się dwie tablice pamiątkowe poświęcone jej osobie.